# 顧嘉蘅

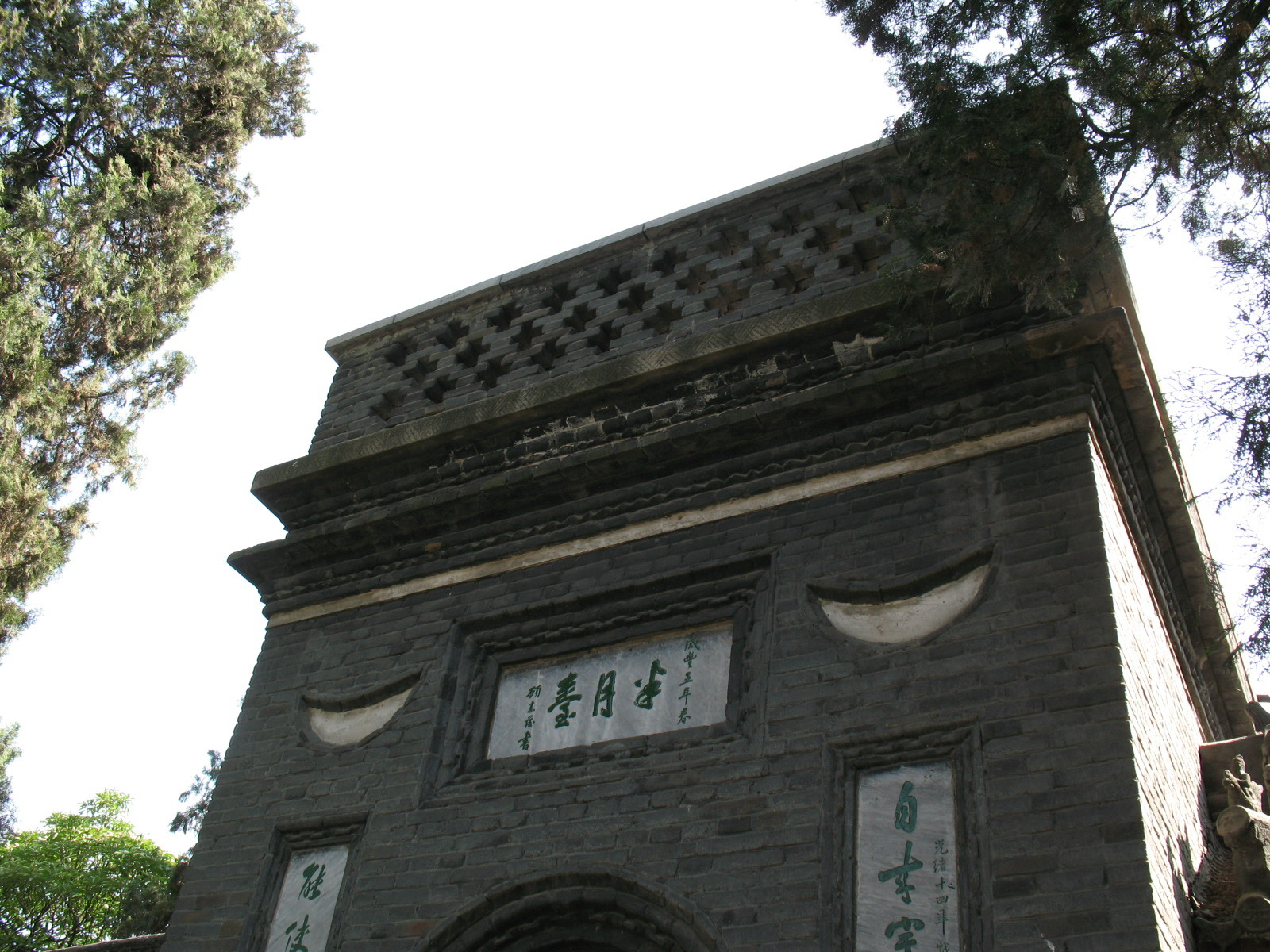
武侯祠顧嘉蘅“半月臺”題額

顧嘉蘅，字湘坡。湖北宜昌府東湖縣（今宜昌市）城內中書街人。清朝政治人物。

## 生平
道光二十年（1840年）进士，選庶吉士，散館授編修。道光二十四年（1844年），任順天鄉試同考官。道光二十六年（1846年），官河南南阳府知府，連任五屆。期間重修武侯祠。

## 其他
顧嘉蘅工書法，精於對聯，當時襄陽和南陽文人為諸葛亮原籍所在地爭論不休。顧嘉蘅為此作一聯曰：
心在朝廷，原無論先主後主
名高天下，何必辨襄陽南陽